# 孝章世子
孝章世子（こうしょうせいし、ヒョジャンセジャ、효장세자、康熙58年2月15日（1719年4月4日） - 雍正6年11月16日（1728年12月16日））は、李氏朝鮮の第21代国王英祖の長男。諱は緈（ヘン、행）、幼諱は萬福。廟号は真宗（チンジョン、진종）、諡は温良睿明哲文孝章大王。清からの諡号は恪愍王。母は靖嬪李氏。世子になったが、幼くして病死したため王位に就くことができなかった。

## 生涯
1724年、父の即位に伴い敬義君に封じられた。1725年に王世子に冊立された。1726年に7歳で孝純王后趙氏と結婚した。しかし、3年後の1728年に昌慶宮資善堂で死去した。享年9歳（数え年で10歳）。父の英祖は、病床の世子に付き添った。それに対して世子は、親孝行ができなかったと思い悲しんだという。陵墓は京畿道坡州市ある永陵。死後、妃の孝純王后も葬られ、現在はともに眠っている。死後、異母弟である李愃（荘献世子）の息子の李祘（正祖）が孝章世子の養子となり、即位後に真宗の廟号をもって追尊した。1899年には、高宗が昭皇帝の諡号で追尊した。

## 家族
- 父: 英祖
- 母: 靖嬪李氏（1694年 - 1721年）- 贈左賛成 李竣哲の娘
- 同母姉: 和憶翁主（1717年 - 1718年）
- 同母妹: 和順翁主（1720年 - 1758年）- 月城尉 金漢藎夫人
- 正妃: 孝純王后趙氏（1716年 - 1751年）- 豊陵府院君 趙文命の娘
  - 養子: 正祖 - 血縁関係では甥に当たる